# 상트 오틸리엔 베네딕토 선교수도회

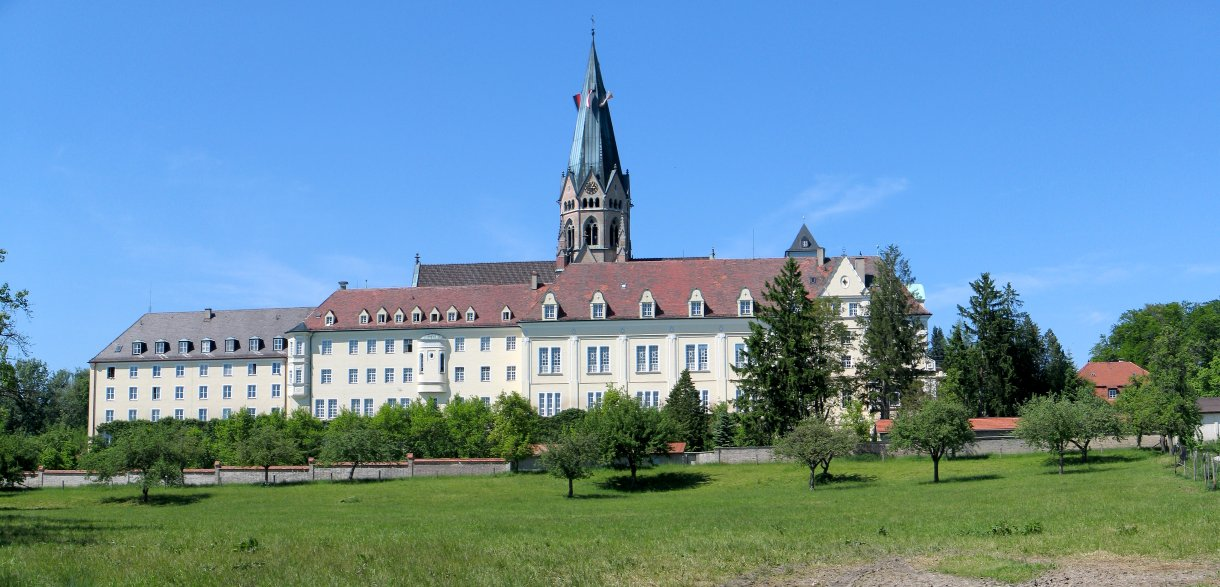
독일 상트 오틸리엔 수도원

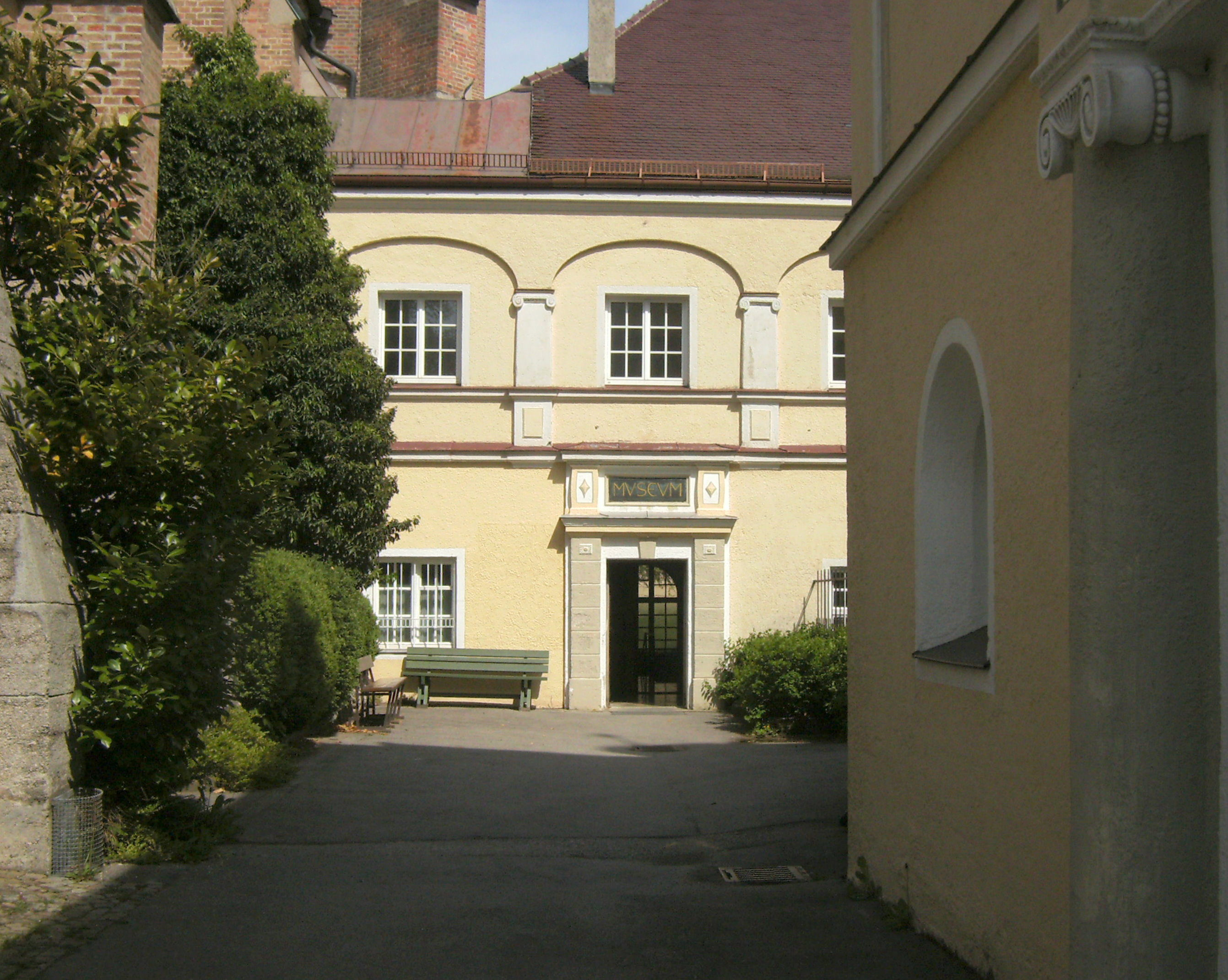
상트 오틸리엔 수도원 선교박물관

상트 오틸리엔 베네딕토 선교수도회, 오딜리아 연합회 혹은 선교 베네딕도회는 베네딕도회 총연합에 속한 수도원들의 연합회이다. 이 연합회는 베네딕도회적인 삶의 방식을 선교 활동과 결합시키는 것을 그 목적으로 한다.

## 역사
독일 남부 뮌헨 남서쪽에 위치한 상트 오틸리엔Sankt Ottilien을 중심으로, 외방선교를 목적으로 설립된 수도원들의 연합체이다. 1884년 1월 6일 안드레아스 암라인 신부에 의해 레겐스부르크 교구에 속한 라이헨바흐Reichenbach의 폐쇄된 베네딕도 수도원 건물에서 시작되었고, 1887년 1월 13일 현재의 아우크스부르크 교구에 속한 상트 오틸리엔으로 자리를 옮겨 본격적인 발전을 시작하였다. 2013년 현재 전세계에 걸쳐 997명의 수도자들이 소속되어 있다.

### 한국에서
설립초기부터 탄자니아를 중심으로 하는 동아프리카 선교와 한국과 중국을 중심으로 하는 동북아시아 선교에 주력하였다. 조선교구장이던 귀스타브샤를마리 뮈텔 주교의 부탁으로 노르베르트 베버 총아빠스는 신부 2명과 수사 1명으로 구성된 선교인단을 대한제국에 파견한다. 1909년 여름에 현 혜화동 가톨릭대학교 자리에 땅을 매입하고 백동수도원을 건축함으로써 한국 최초의 남자 수도회 생활을 시작한다. 1927년에는 북한의 원산시 인근 덕원에 새로운 수도원을 설립하고 그곳으로 이전하였다. 해방 이후 1949년 조선민주주의인민공화국에 의해 수도원이 폐쇄되고 주교원장을 비롯한 많은 수도자들이 평양형무소에서 피살되거나 강제수용소에서 고통을 당하였으며, 이후 1952년에 피신한 수도사들이 경북 왜관에 정착하여 성 베네딕도회 왜관수도원에서 수도생활을 계속하고 있다.
해방 전에 혜화문 부근에 수도원을 열고 모은 자료들이 현재 오틸리엔 수도원 문서방에 보관되어 있다가 2014년에 서울역사박물관을 통해 공개되었다.

## 아빠스좌 수도원

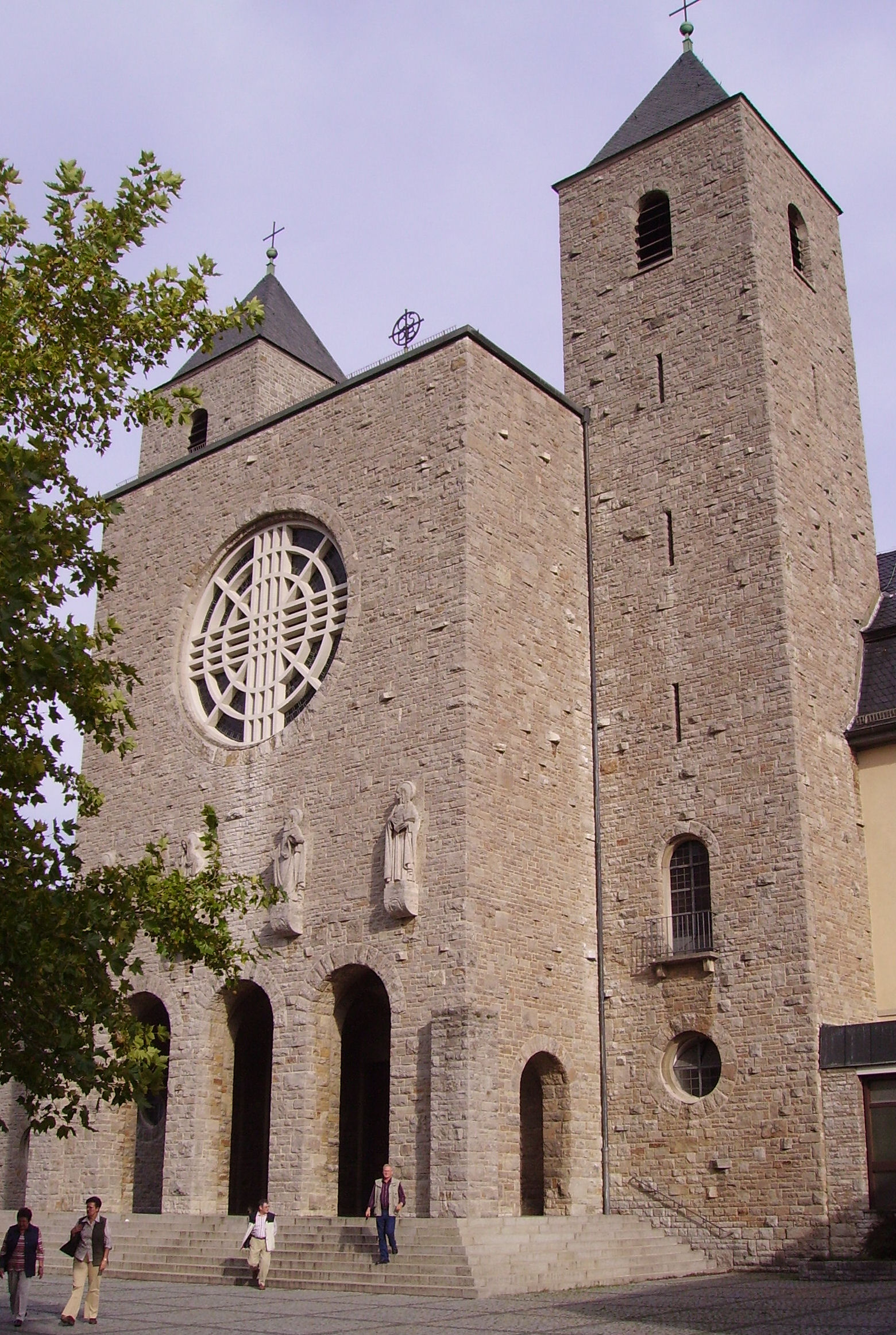
독일 뮌스터슈바르작 수도원

- 상트 오틸리엔 수도원 (독일) 1884
- 뮌스터슈바르작 수도원 (독일) (788)/1913
- 슈바이클베르크 수도원 (독일) 1904
- 서울 수도원 (한국) 1909
- 페라미호 수도원 (탄자니아) 1927/1931
- 단다 수도원 (탄자니아) 1931
- 메쉐데 수도원 (독일) 1932
- 연길 수도원 (중국) 1934
- 뉴튼 수도원 (미국) 1936
- 귀궤 수도원 (베네주엘라) 1947
- 우쯔낙 수도원 (스위스) 1947
- 왜관수도원 (한국) 1956
- 피히트 수도원 (오스트리아) 1138/1967
- 잉카마나 수도원 (남아프리카 공화국) 1968
- 항가 수도원 (탄자니아) 1971
- 윔와 수도원 (탄자니아) 1995
- 악방 수도원 (토고) 1988

## 원장좌 자치 수도원
- 티고니 수도원 (케냐) 1988
- 엘 로살 수도원 (콜롬비아) 1992
- 디고스 수도원 (필리핀) 1996
- 남양주 성요셉 수도원 (한국) 1997

## 연합회 직할 수도원
- 토로로 수도원 (우간다) 1990
- 쿠밀리 수도원 (인도) 1994
- 엘도렛 수도원 (케냐) 1990
- 랑가타 수도원 (케냐) 2003
- 아바나 수도원 (쿠바) 2008

## 같이 보기
- 백동수도원
- 덕원수도원
- 왜관수도원